# قوانين كامبردج

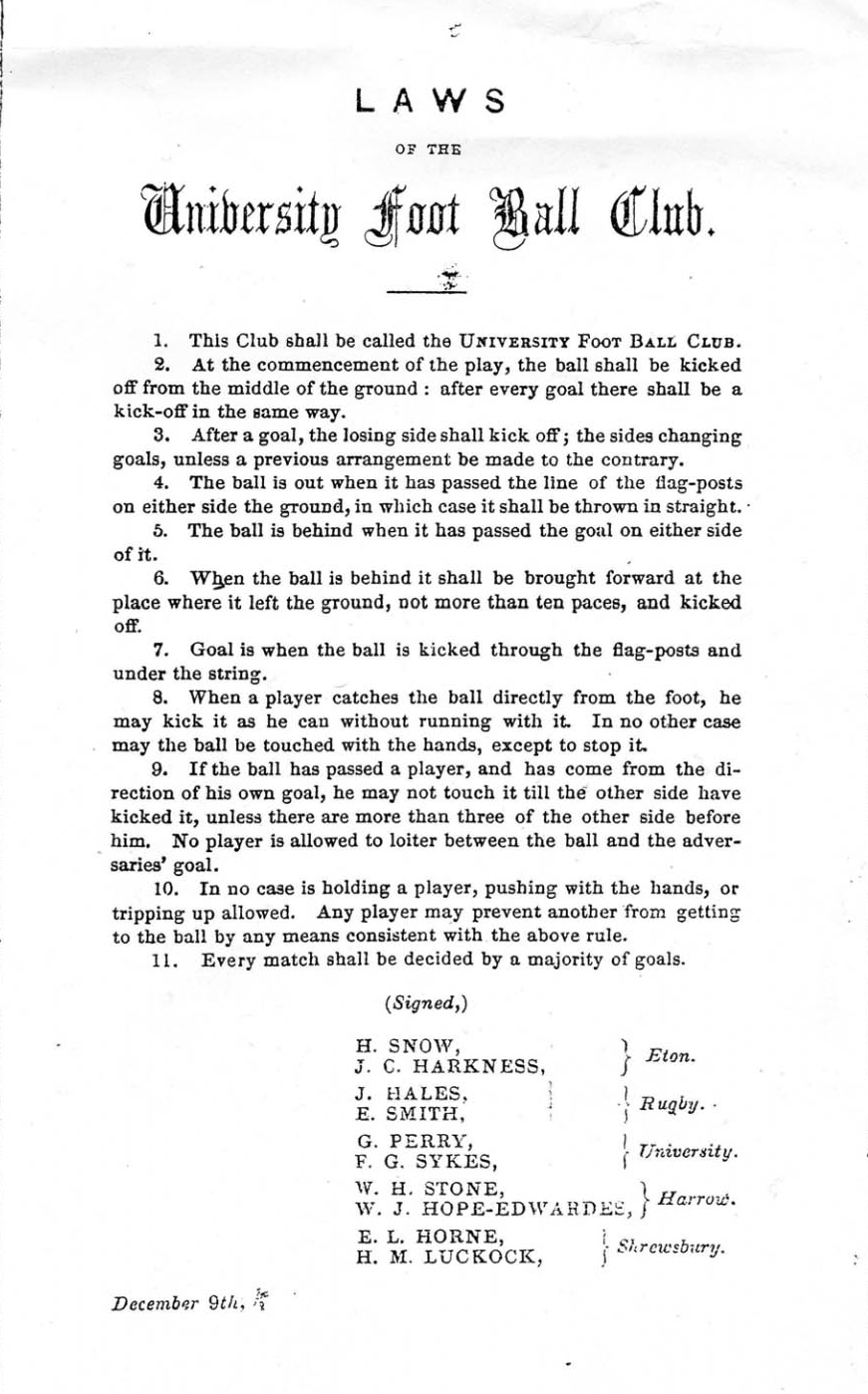
قوانين كامبريدج 1856

قوانين كامبردج هي قوانين لكرة القدم وضعت عام 1848 بجامعة كامبردج، من قبل اللجنة التي ترأسها هنري دي وينتون وجون تشارلز ثرينغ.